# Alchemilla trichocrater
Alchemilla trichocrater es una especie de planta del género Alchemilla, perteneciente a la familia Rosaceae.

## Taxonomía
Alchemilla trichocrater fue descrita por Serguéi Yuzepchuk en 1957.

## Distribución
Se encuentra en el territorio este de la parte europea de Rusia.